# 燕帖古思

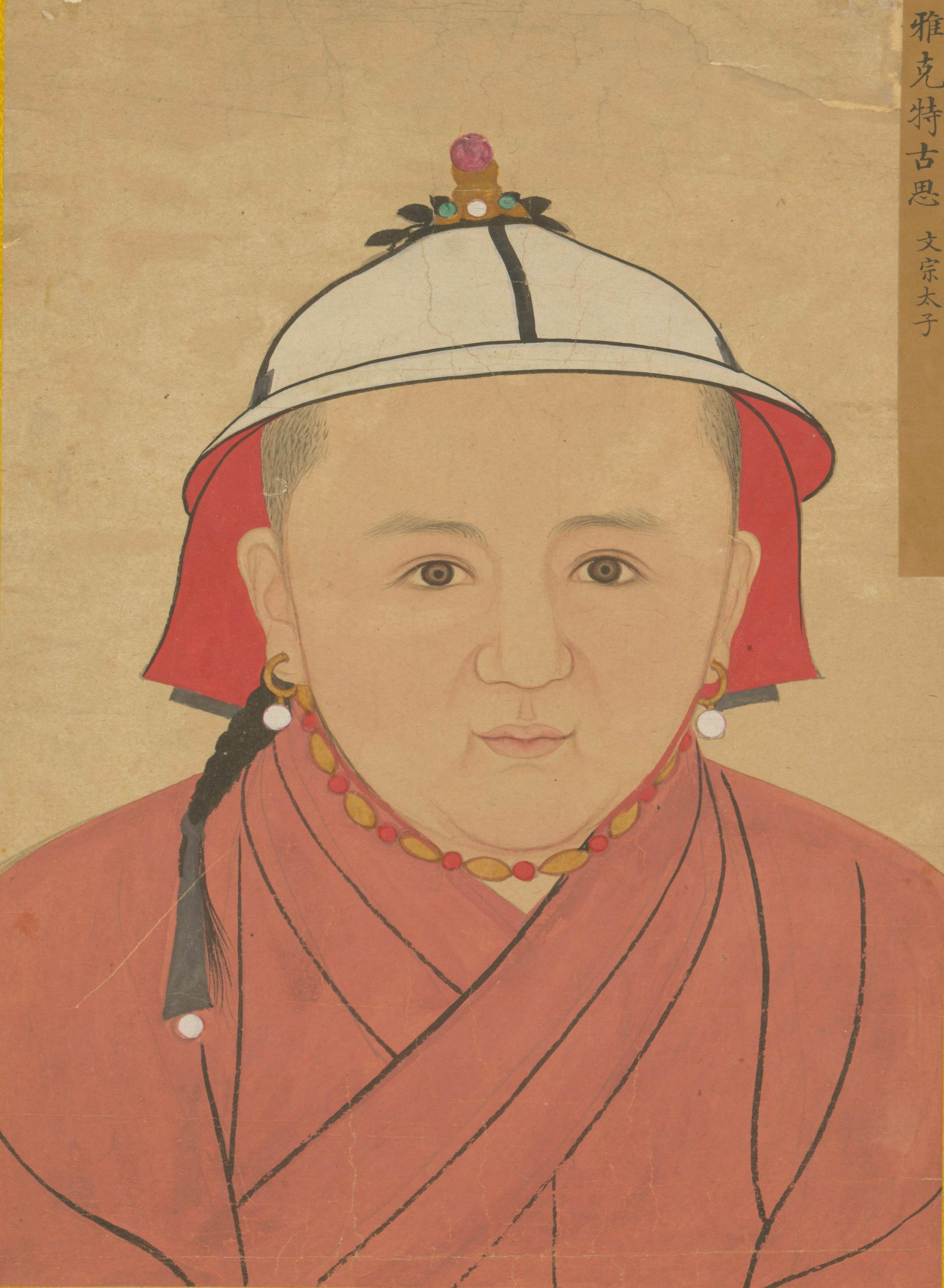
燕帖古思像，故宫博物院藏

燕帖古思（14世纪？—1340年8月9日），孛儿只斤氏，元朝皇族。元文宗图帖睦尔的次子，母親是卜答失里皇后。原名古纳答剌，至顺三年三月廿四癸巳（1332年4月19日），古纳答剌更名燕帖古思。元统元年（1333年），元惠宗继位，在卜答失里皇后、燕铁木兒的策划下，冊立堂弟燕帖古思為太子。至元六年六月十四丙申（1340年7月9日），元惠宗下诏撤文宗庙主，太皇太后卜答失里放逐到东安州安置，流放太子燕帖古思到高丽。七月十六丁卯（1340年8月9日），燕帖古思在流放途中道被殺，害于闊察兒。

## 延伸阅读
[在维基数据编辑]
 《新元史/卷114》，出自柯劭忞《新元史》